# سامسونگ اس‌دی‌آی
شرکت سامسونگ اس‌دی‌آی (به انگلیسی: Samsung SDI) یک تولیدکننده صفحه نمایش و باتری اهل کره جنوبی است. این شرکت در تاریخ ۲۰ فوریه سال ۱۹۷۰ به عنوان سامسونگ NEC مسئولیت محدود تأسیس شد و یک شرکت تابعه از گروه سامسونگ است. مدیرعامل شرکت نام سئونگ چو است.